# Institut de journalisme du Ghana
Pour les articles homonymes, voir GIJ (homonymie).
L'Institut ghanéen de journalisme (Ghana Institute of Journalism, GIJ) est une université publique au Ghana. L'institut est reconnu par le Bureau national d'accréditation (en) (NAB).  

## Histoire
L'Institut ghanéen de journalisme a été créé le 16 octobre 1959 par Kwame Nkrumah, premier président du Ghana. Dans le contexte de l'émancipation des pays africains, Kwame Nkrumah souhaitait former un corps de journalistes indépendants, destinés à jouer un rôle dans leur pays.   
L'institution prend le nom officiel d'école de journalisme, et devient un département de l'Institut technique d'Accra, aujourd'hui université technique d'Accra. Son premier directeur et professeur de journalisme est Richard McMillan récemment retraité de son poste de directeur des services britanniques d'information au Ghana. 
En 1974, le National Redemption Council (en) (NRC) a adopté un instrument législatif (NRCD 275) créant officiellement l'Institut ghanéen de journalisme. Le décret a fixé comme objectifs : 
1. la formation aux compétences et techniques du journalisme, de la communication de masse, de la publicité et des relations publiques[5].
2. l'organisation de cours, conférences, séminaires et recherches, et la formation pratique dans tous les aspects du journalisme et de la communication de masse[5].

## Charte universitaire
L'école a obtenu sa charte présidentielle l'instituant comme université en 2009. La charte a permis à l'institut d'exister lui-même avec la capacité de décerner ses propres certificats, diplômes et grades pour ses programmes accrédités. Cela a rompu l'affiliation de l'institut avec l'université du Ghana. 

## Directeurs
Richard McMillan a été le premier directeur de l'Institut ghanéen de journalisme en 1959, lorsque GIJ a été créé. McMillan, qui a également enseigné le journalisme, a été directeur jusqu'en 1962. La bibliothèque du GIJ est nommée « bibliothèque Richard McMillan » en son honneur. 
| Nom                   |  | Période   |
| Kwamena Kwansah-Aidoo |  | 2018-     |
| Modestus Fosu         |  | 2018      |
| WSK Dzisah            |  | 2014-2018 |
| David Newton          |  | 2009-2014 |
| Kweku Rockson         |  | 2006-2009 |
| David Newton          |  | 1993-2006 |
| Kojo Yankah           |  | 1984-1993 |
| Kwame Duffour         |  | 1983-1984 |
| Kabral Blay Amihere   |  | 1982-1983 |
| R. Quartey            |  | 1979-1982 |
| G.F. Dove             |  | 1973-1978 |
| Fred Agyeman          |  | 1969-1973 |
| Martin Tay            |  | 1968-1969 |
| W.G. Smith            |  | 1965-1966 |
| Cecil Forde           |  | 1963-1965 |
| Sam Arthur            |  | 1962-1963 |

## Programmes
L'école propose des programmes de diplôme du journalisme, de licence et de master . 
- Le programme du diplôme est un programme de 2 ans qui comprend des sujets de communication, de sciences sociales et d'arts.
- Le programme de baccalauréat ès arts est un programme de 4 ans avec des options de spécialisation en journalisme ou en relations publiques.
- Les programmes de master sont un programme d'un an avec des options pour se spécialiser dans les relations publiques, le journalisme, la gestion des médias et la communication pour le développement.